# Flyttemanden
Flyttemanden er en amerikansk stumfilm fra 1922 af Buster Keaton og Edward F. Cline.

## Medvirkende
- Buster Keaton
- Joe Roberts
- Virginia Fox
- Edward F. Cline som Hobo
- Steve Murphy